# Espadas en arados

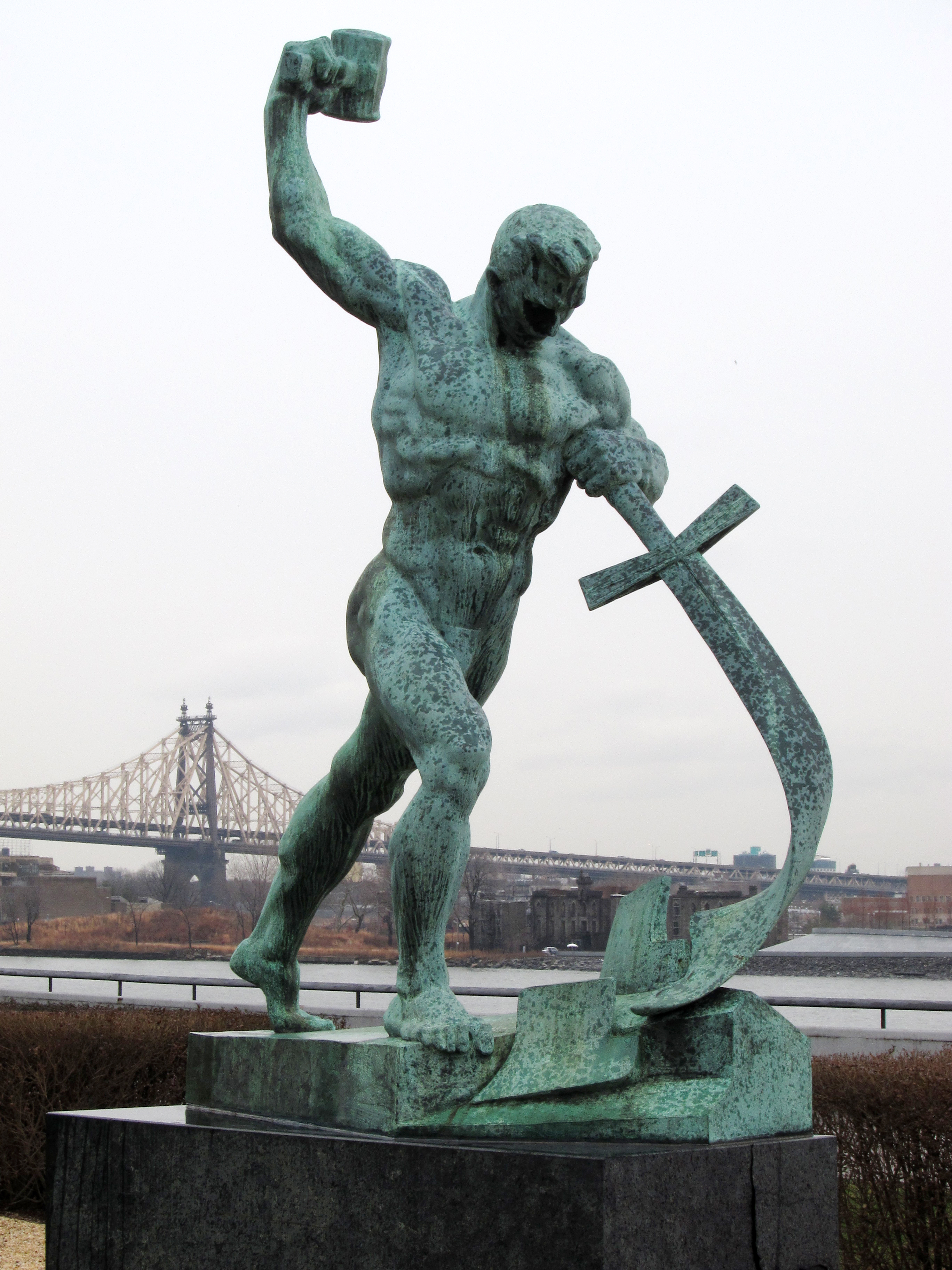
Let Us Beat Swords into Plowshares ("Convirtamos espadas en arados"), escultura de Yevgueni Vuchétich en la sede de las Naciones Unidas en Nueva York

Espadas en arados es un concepto en el que el deseo humano innato de conflicto y competencia se transforma en actividades pacíficas y productivas. La conversión de armas o tecnologías militares en aplicaciones civiles pacíficas es a la vez una metáfora y una consecuencia de esto.
La frase proviene del libro de Isaías, en la Biblia:

Pueblos numerosos llegarán, diciendo: "Vengan, subamos al monte del Señor, al templo del Dios de Jacob, para que él nos enseñe sus caminos y podamos andar por sus senderos". Porque de Sión saldrá la enseñanza del Señor, de Jerusalén vendrá su palabra.

El Señor juzgará entre las naciones y decidirá los pleitos de pueblos numerosos. Ellos convertirán sus espadas en arados y sus lanzas en hoces. Ningún pueblo volverá a tomar las armas contra otro ni a recibir instrucción para la guerra.
Isaías 2:3-4

El arado se usa a menudo para simbolizar herramientas creativas que benefician a la humanidad, a diferencia de las herramientas destructivas de la guerra, simbolizadas por la espada, una herramienta de metal afilada similar.
Además de la intención mesiánica bíblica original, la expresión "convertir espadas en arados" ha sido utilizada por grupos sociales y políticos dispares. 
Una expresión de este concepto puede verse en una estatua de bronce en la sede de las Naciones Unidas en Nueva York llamada Let Us Beat Swords into Plowshares (Convirtamos espadas en arados), un regalo de la Unión Soviética esculpido por Yevgueni Vuchétich, que representa la figura de un hombre martillando una espada para convertirla en un arado.

## Ejemplos de aplicaciones prácticas
- Después de la Segunda Guerra Mundial, los vehículos blindados de combate sobrantes a veces se convirtieron en bulldozers, tractores y vehículos madereros, como se ve en la serie de televisión estadounidense Axe Men.[2] Actualmente se conservan dos en el Museo Swords and Ploughshares en la localidad canadiense de Kars.[3][4] Los agricultores franceses algunas veces usaron versiones modificadas del obsoleto tanque FT-17, y vehículos similares basados en el tanque T-34 siguen siendo de uso generalizado en la antigua Unión Soviética.[5] Robert Crawford, un ingeniero agrícola británico y coleccionista de tractores clásicos, posee un tanque Sherman que fue adaptado para arar los campos de Lincolnshire en respuesta a la escasez de tractores sobre orugas.[3]

- Desde la década de 1970 en adelante, varios músicos contra la guerra tocan guitarras hechas con armas de excedentes militares. La estrella jamaiquina de reggae Pete Tosh es famosa por poseer una Stratocaster construida alrededor de un rifle M-16.[6] En la actualidad, la Escopetarra, una guitarra convertida del AK-47, es el instrumento característico del músico colombiano César López, el músico tailandés Souriya Sunshine y Sami Lopakka de la banda finlandesa de death metal Sentenced.[7][8]

- La mostaza nitrogenada, desarrollada a partir del gas mostaza desarrollado en la Primera Guerra Mundial,[9] se convirtió en la base de la primera droga de quimioterapia del mundo, la mustina, desarrollada durante la década de 1940.

- La organización de ayuda sueca IM Swedish Development Partner lanzó Humanium Metal, utilizando metal de pistolas ilegales para crear objetos cotidianos. El primer producto anunciado fue un par de audífonos inalámbricos.[10]